# 罪恶中的激情
《罪恶中的激情》（義大利語：La vittima designata）是一部1971年的意大利鉛黃電影，由莫瑞吉奧·盧奇狄執導。

## 剧情
斯特凡诺·奥真蒂是一名廣告主管，掌管著一家利潤豐厚的企業，他的妻子路易莎情緒低落，佔有欲極強。斯特凡诺想以一大筆錢出售公司，但公司卻是以妻子的名義註冊的。斯特凡诺在情婦模特法比耶娜的懷抱中寻求安慰。在前往威尼斯的一次浪漫之旅中，奥真蒂夫妇遇到了一位奇怪的花花公子马泰奥·蒂耶波洛伯爵，他很快就成為了斯特凡诺的親密朋友。有一天，马泰奥向他提出了一項協議：斯特凡诺去殺他仗势欺人的哥哥，他则去殺路易莎。斯特凡诺害怕了，拒絕了他的提議。
但马泰奥向路易莎透露，她的丈夫不僅出轨，而且還挪用了自己生意的錢。在與斯特凡诺發生爭執後，路易莎被害身亡。殺了她的马泰奥要求斯特凡诺履行他的協議，也就是殺死他的哥哥……

## 演员
- 托馬斯·米利安（英语：Tomas Milian） 饰 斯特凡诺·奥真蒂
- 皮埃爾·金文泰（英语：Pierre Clémenti） 饰 “伯爵”马泰奥·蒂耶波洛
- 卡蒂婭·克莉斯汀 饰 法比耶娜·贝朗热
- 路易吉·卡塞拉托 饰 芬齐督察
- 瑪莉莎·巴托利 饰 路易莎·奥真蒂
- 奧塔維奧·阿萊西（英语：Ottavio Alessi） 饰 巴尔萨莫
- 亞莉珊德拉·卡迪尼 饰 克里斯蒂娜·米勒
- 安佐·塔拉西奧 饰 德尔博斯科
- 布魯諾·博謝蒂 饰 管家

## 象征
這部電影涉及許多宗教和歷史的象徵：
- 蒂耶波洛和斯特凡诺在購買珠寶時相遇。兩人都想買一條有吊墜的珠寶項鍊。吊墜的图案是数字12。在基督教神話中，十二是神聖相遇的象徵。在整个故事中，數字十二出現了好幾次。
- 第十二使徒是馬提亞。在義大利語中，這位使徒被稱為马泰奥（Matteo）。
- 蒂耶波洛伯爵見到斯特凡诺時，手裡拿著一隻老鼠。老鼠是魔鬼的象徵。